# Provida Mater Ecclesia
Provida Mater Ecclesia – konstytucja apostolska Piusa XII ustanawiająca w Kościele instytuty świeckie. Dokument nosi datę 2 lutego 1947. Pełny tytuł konstytucji brzmi  Konstytucja apostolska Provida Mater Ecclesia na temat stanów kanonicznych i instytutów świeckich, mających na celu osiągnięcie chrześcijańskiej doskonałości.

## Autorzy
Tekst został ogłoszony jako konstytucja apostolska, ponieważ Pius XII chciał nadać mu sankcję najwyższej wagi i rangi. Treść dokumentu opracował prałat Bacci, pomagali mu m.in. ks. Alvaro del Portillo oraz Św. Josemaria Escriva.
Konstytucja została opublikowana 29 marca 1947.

## Znaczenie
Provida Mater Ecclesia wraz z innymi dokumentami promulgowanymi w 1948 r., tworzyło ramy prawne, w których mieściły się instytuty świeckie.
Provida Mater Ecclesia zdefiniowało w artykule 1 instytuty świeckie jako "stowarzyszenia kleru lub świeckich, których członkowie, aby zyskać doskonałość chrześcijańską i w pełni prowadzić apostolstwo, praktykują w świecie rady ewangeliczne".
Provida Mater Ecclesia ma duże znaczenie dla Opus Dei, które zostało pierwszym w historii instytutem świeckim (na podstawie Decretum laudis Primum Institutum z 24 lutego 1947). W Opus Dei (które dziś jest prałaturą personalną) dzień 24 lutego obchodzony jest jako święto.
Dziś do ponad 200 instytutów należy ok. 60 tys. osób na całym świecie.

## Literatura
- A. Vazquez de Prada, "Założyciel Opus Dei", Tom 3.: Bóg i odwaga, Kraków 2006, s. 84.